# Antônio de Aguiar Barros
Antônio de Aguiar Barros, primeiro e único visconde, conde e Marquês de Itu, (Itu, 25 de dezembro de 1823 — São Paulo, 30 de janeiro de 1889) foi um fazendeiro brasileiro.

## Vida
Filho de Bento Pais de Barros, barão de Itu, e de Leonarda de Aguiar. Casou-se com sua prima Antônia de Aguiar Barros, filha de Antônio Pais de Barros, 1.° barão de Piracicaba.
Foi presidente da província de São Paulo por duas vezes, de 31 de janeiro a 5 de fevereiro de 1878 e de 4 de abril a 19 de agosto de 1883.
Recebeu a comenda da Imperial Ordem da Rosa.